# Saint-André-de-Bâgé
Saint-André-de-Bâgé ist eine französische Gemeinde mit 819 Einwohnern (Stand: 1. Januar 2022) im Département Ain in der Region Auvergne-Rhône-Alpes. Sie gehört zum Kanton Replonges im Arrondissement Bourg-en-Bresse. Die Bewohner nennen sich Bagésiens.

## Lage
Die Gemeinde Saint-André-de-Bâge liegt an der Loëze im Westen der Landschaft Bresse, sieben Kilometer östlich von Mâcon und 23 Kilometer nordwestlich von Bourg-en-Bresse. Sie grenzt im Uhrzeigersinn an Replonges, Bâgé-le-Châtel und Bâgé-Dommartin, Saint-Jean-sur-Veyle und Crottet.
In Saint-André-de-Bâge zweigt die Autoroute A406 von der Autoroute A40 ab.

## Bevölkerungsentwicklung
| Jahr                       | 1962 | 1968 | 1975 | 1982 | 1990 | 1999 | 2006 | 2013 | 2021 |
| -------------------------- | ---- | ---- | ---- | ---- | ---- | ---- | ---- | ---- | ---- |
| Einwohner                  | 145  | 163  | 257  | 391  | 437  | 507  | 547  | 700  | 809  |
| Quellen: Cassini und INSEE |      |      |      |      |      |      |      |      |      |

## Gemeindepartnerschaft
Seit 1991 besteht eine Gemeindepartnerschaft mit der oberschwäbischen Stadt Bad Waldsee in Baden-Württemberg in Deutschland.

## Sehenswürdigkeiten
- Romanische Kirche Saint-André mit einer Klangarkade, Monument historique

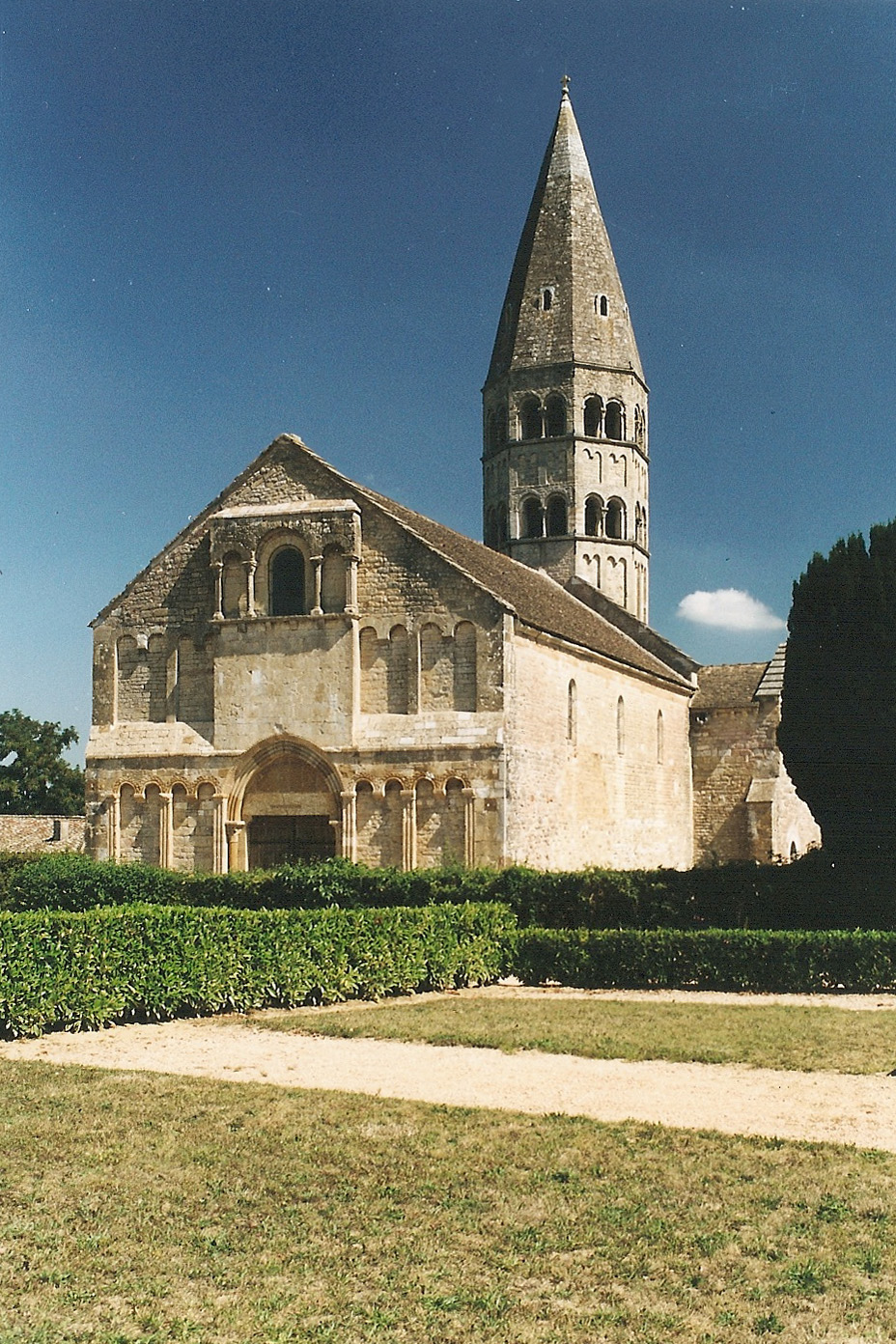
Kirche Saint-André
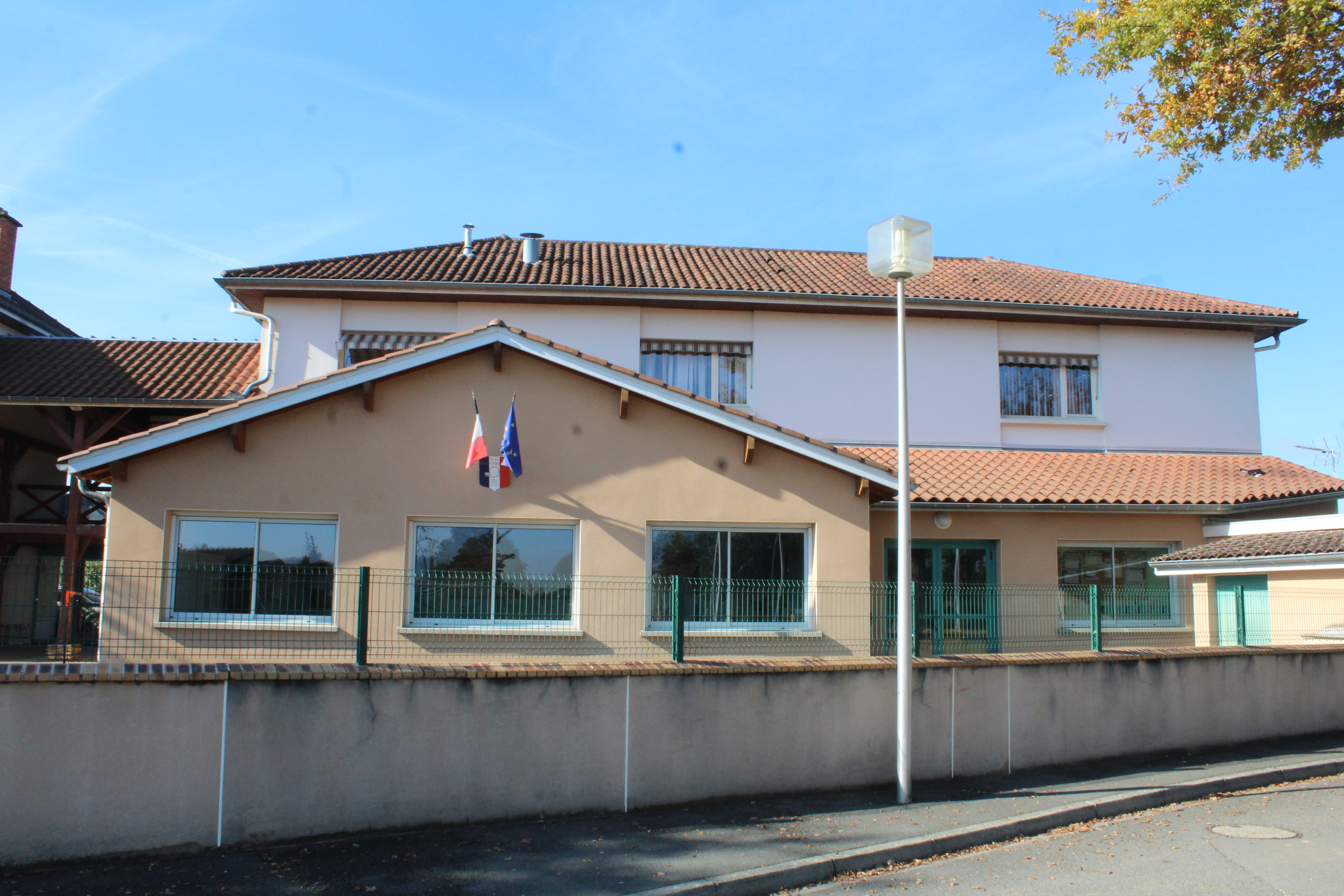
Schule
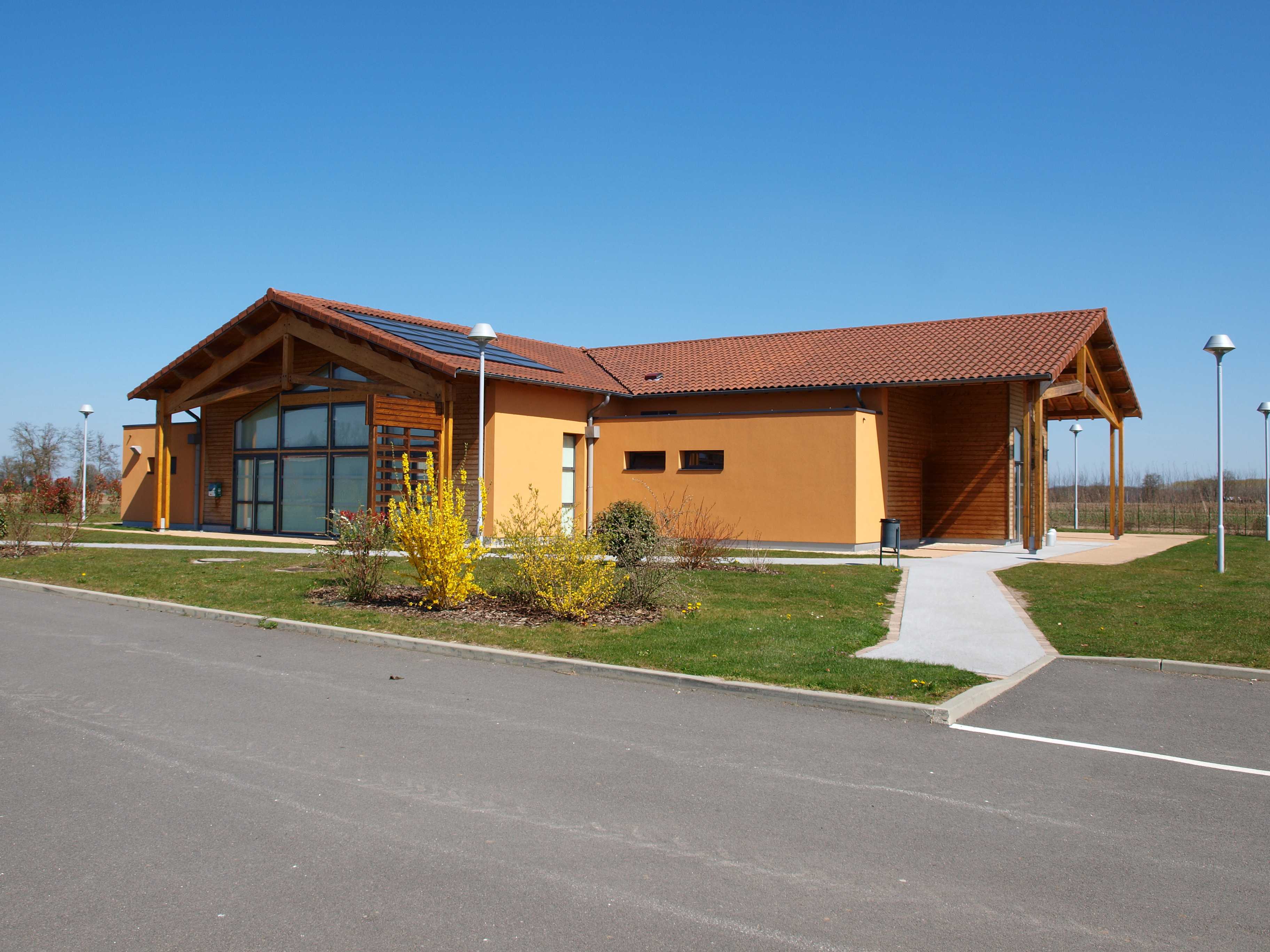
Mehrzweckhalle
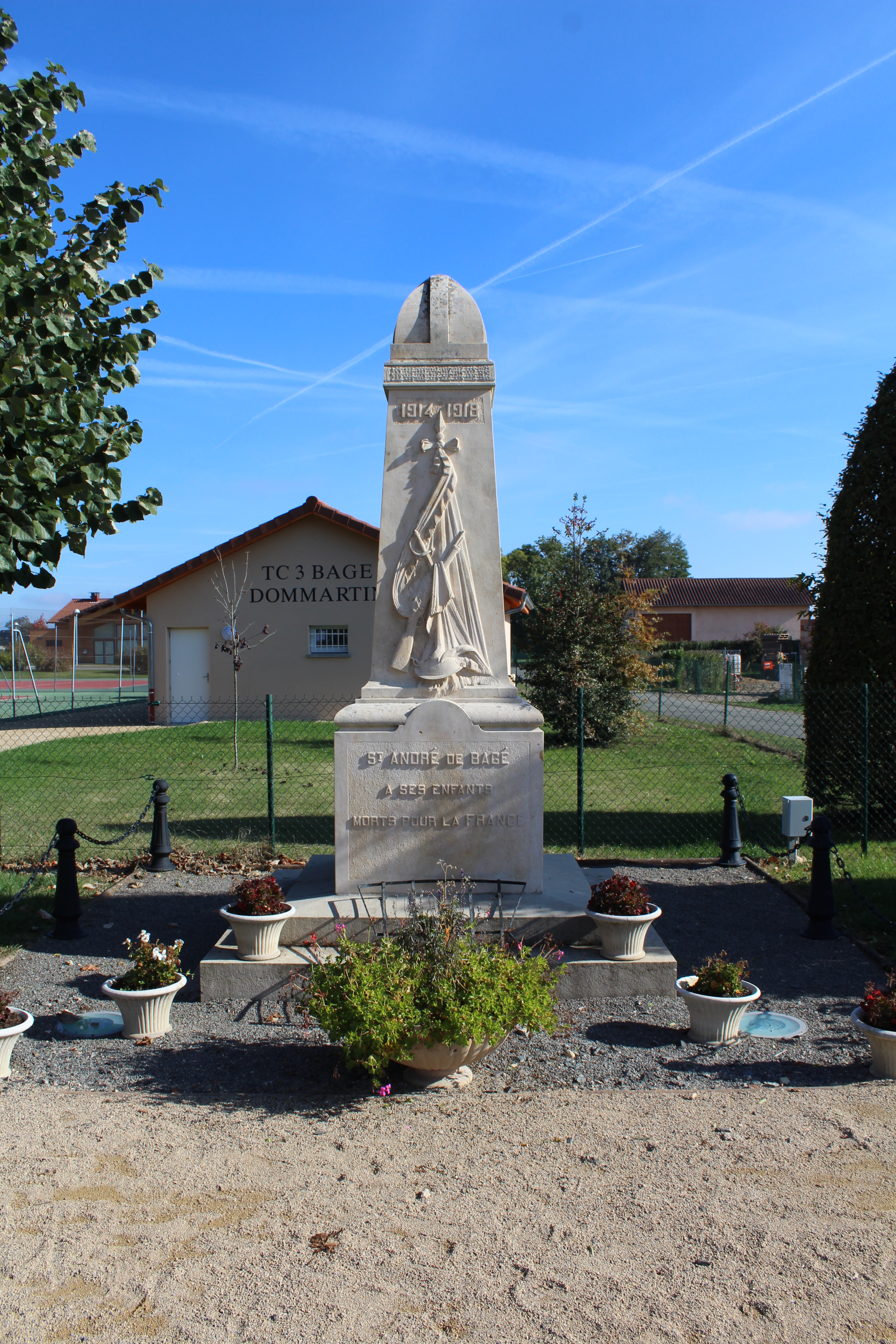
Gefallenendenkmal